# Xiangyang, Jiamusi
Xiangyang är ett stadsdistrikt i Jiamusis stad på prefekturnivå i Heilongjiang-provinsen i nordöstra Kina. Det ligger omkring 310 kilometer nordost om provinshuvudstaden Harbin. 